# کلودیو ترزی
کلودیو ترزی (انگلیسی: Claudio Terzi؛ زادهٔ ۱۹ ژوئن ۱۹۸۴) بازیکن فوتبال اهل ایتالیا است.
از باشگاه‌هایی که در آن بازی کرده‌است می‌توان به باشگاه فوتبال اسپتزیا، باشگاه فوتبال بولونیا، باشگاه فوتبال روبور سیه‌نا، باشگاه فوتبال پالرمو، و باشگاه فوتبال ناپولی اشاره کرد.